# Mark Sanford
Marshall Clement "Mark" Sanford, Jr. (født 28. maj 1960) er en amerikansk politiker for det republikanske parti. Han var den 115. guvernør i delstaten South Carolina i perioden 2003 til 2011. Sanford var tidligere medlem af det føderale Repræsentanternes hus.